# Nortonbelba italica
Nortonbelba italica är en kvalsterart som beskrevs av Bernini 1980. Nortonbelba italica ingår i släktet Nortonbelba och familjen Damaeidae.

## Underarter
Arten delas in i följande underarter:
- N. i. italica
- N. i. plesiomorphica